# Sarah Stork
Sarah Stork (Dortmund, 6 febbraio 1987) è un'attrice tedesca.

## Biografia
Nata nel 1987 a Dortmund, tra il 2003 e il 2006 studia inglese e spagnolo presso l'Università della Ruhr a Bochum.
Conosce anche il francese e l'italiano. Si forma professionalmente presso la scuola di recitazione di Colonia.
Dopo aver partecipato soprattutto a diversi cortometraggi e spot pubblicitari, e aver debuttato nel 2002 in teatro, nel 2009 è nel cast del film per la televisione Romy, diretto da Torsten C. Fischer, ispirato alla figura dell'attrice austriaca Romy Schneider.
Sempre dal 2009, con il ruolo di Sandra Ostermeyer, è la protagonista femminile della quinta stagione della soap opera tedesca Sturm der Liebe, trasmessa in Italia con il titolo di Tempesta d'amore. Il protagonista maschile è Wolfgang Cerny che interpreta il ruolo di Lukas Zastrow.

## Filmografia

### Televisione
- Tag des Kusses, regia di Herbert Kordes - WDR (2007)
- Romy, regia di Torsten C. Fischer - Film TV (2009) - SWR/WDR/ORF
- Tempesta d'amore (Sturm der Liebe) - Soap opera - Das Erste (2009-2010)[2]
- Unter uns - Soap opera (2013-...)

### Cortometraggi
- ESC, regia di Christof Pilsl (2008)
- Game over, regia di Nick Dong-Sik (2008)
- Leben Leben, regia di Irina Reumann (2008)
- perSPECTive 2050, regia di Jacqueline Grings (2008)
- The Waiting Chamber, regia di Amine Bedia (2008)
- Escape, regia di Christof Pilsl (2008)
- Decision, regia di Mirko Klees (2008)
- Inkognito, regia di Oliver Wergers (2009)
- Über die Straße, regia di Johannes Ewen (2009)
- Festland, regia di Sven Maier (2009)
- Unreal, regia di Devrim Aktas (2009)